# نهائي كأس الكونفيدرالية الإفريقية 2019
نهائي كأس الكونفيدرالية الأفريقية 2018–19، فاز نادي الزمالك المصري على نادي النهضة البركانية المغربي بركلات الترجيح 5-3 بعد انتهاء مبارتي الذهاب والأياب بنتيجة 1-0 لصالح صاحب الأرض، ليتوج الزمالك بأول ألقابه في كأس الكونفيدرالية الأفريقية ويرفع رصيده من الالقاب القارية الي 12 لقبًا قاريًا، وليتأهل لبطولة كأس السوبر الأفريقي.

## الفرق
| الفريق     | المنطقة      | حضور سابق في المباراة النهائية (الخط الغليظ يشير إلى بطل تلك النسخة) |
| ---------- | ------------ | -------------------------------------------------------------------- |
| الزمالك    | شمال أفريقيا | 0                                                                    |
| نهضة بركان | شمال أفريقيا | 0                                                                    |

## المباريات
| نهضة بركان    | 1 – 0 | الزمالك |
| ------------- | ----- | ------- |
| - كودجو 90+4' |       |         |

| نهضة بركان | الزمالك |

| الزمالك                             | 1 – 0 | نهضة بركان                    |
| ----------------------------------- | ----- | ----------------------------- |
| - علاء 55' (ر.جزاء)                 |       |                               |
| ركلات الترجيح                       |       |                               |
| بوطيب · علاء · جمعة · أوباما · زيزو | 5–3   | لعشير · المقدم · كودجو · دايو |

| الزمالك | نهضة بركان |

## اُنظر أيضاً
- نهائي دوري أبطال أفريقيا 2019
- كأس السوبر الإفريقي 2020